# Steven Mnuchin
Steven Terner Mnuchin (Nova York, 21 de desembre de 1962) és un banquer, productor de cinema i exadministrador de fons estatunidenc que fou Secretari del Tresor dels Estats Units entre gener de 2017 i gener de 2021, sota l'administració del president Donald Trump.
Com a membre del Partit Republicà dels EUA, el 30 de novembre de 2016, Trump va anunciar la seva nominació com a Secretari del Tresor per a la seva administració.
Va néixer en el si d'una família jueva. Ha estudiat a la Universitat Yale.
El seu capital s'estima en 40 milions de dòlars, resultat dels seus 17 anys de servei a Goldman Sachs, on també va treballar durant trenta anys el seu pare, que també és multimilionari. Després, va treballar amb l'empresa RatPac-Dune Entertainment que va produir American Sniper i La Lego pel·lícula.
En el seu lloc de Secretari del Tresor, va prometre una rebaixa fiscal per a la classe mitjana.